# 憲法改正の歌
「憲法改正の歌」（けんぽうかいせいのうた）は、1956年（昭和31年）に発表された日本の楽曲である。後に内閣総理大臣となる中曽根康弘の作詞で、明本京静が作曲した。

## 解説
発表当時、衆議院議員在職5期目で「押し付け憲法論」の最右派として“青年将校”の異名を取っていた中曽根が「自主憲法制定」への思いを全5番の歌詞に込めたものである。1953年（昭和28年）にサンフランシスコ講和条約が発効し、進駐軍が撤退した後も日本国憲法は「マッカーサーによる押し付け憲法」として国民に無条件降伏の屈辱を強いているという否定的評価より“マック憲法”と呼び、4番では原子力開発の必要性を説いている。
1956年（昭和31年）4月13日に東京宝塚劇場で自主憲法制定期成同盟が主催する発表会が行われ、作曲を手掛けた明本京静と後に自民党公認で参議院議員となる安西愛子のデュエットにより初演奏が行われた。その後も散発的に憲法改正論議の中で紹介される場合があり、作詞者の中曽根自身も後年に著書『日本の総理学』で1番と4番を取り上げている。
中曽根は晩年の2016年（平成28年）時点でも、新年会や誕生会でこの曲を歌唱していたという。